# مادرونرا
مادرونرا (به اسپانیایی: Madroñera) یک منطقهٔ مسکونی در اسپانیا است که در استان کاسرس واقع شده‌است. مادرونرا ۱۳۲ کیلومتر مربع مساحت دارد.